# Kosino
Kosino – wieś solecka w Polsce położona w województwie mazowieckim, w powiecie płockim, w gminie Radzanowo.
| SIMC    | Nazwa   | Rodzaj    |
| ------- | ------- | --------- |
| 0573658 | Lewin   | część wsi |
| 0573664 | Parcele | część wsi |
| 0573670 | Pieńki  | część wsi |

Prywatna wieś szlachecka Kośnino, położona była w drugiej połowie XVI wieku w powiecie płockim województwa płockiego. W latach 1975–1998 miejscowość administracyjnie należała do województwa płockiego.